# Michael Kirkman
Michael Scott Kirkman (né le 18 septembre 1986 à Lake City, Floride, États-Unis) est un lanceur de relève gaucher de la Ligue majeure de baseball.

## Carrière
Michael Kirkman est repêché au cinquième tour de sélection par les Rangers du Texas en 2005. 
Lanceur partant dans les rangs mineurs, il fait ses débuts en Ligue majeure en lançant en relève pour les Rangers le 21 août 2010. Il dispute 14 matchs avec Texas dans ce premier séjour dans les majeures et maintient sa moyenne de points mérités à 1,65 en 16 manches et un tiers lancées, avec en plus 16 retraits sur des prises. 
Il fait trois séjours chez les Rangers en 2011, entrecoupés de temps de jeu dans les mineures. Après avoir lancé une partie en avril, il est rappelé des mineures à la fin mai mais renvoyé à Round Rock dans le Triple-A en juillet après avoir affiché une moyenne de points mérités de 7,33 en 11 parties des Rangers. Kirkman n'accorde qu'un point en quatre matchs à son retour au mois de septembre. Il termine la saison régulière avec une moyenne de points mérités élevée de 6,59 en 27,1 manches. Le 2 juin, il remporte contre les Indians de Cleveland sa première victoire dans les majeures.
Il lance pour Texas de 2010 à 2014. En 94 matchs et 106 manches et deux tiers lancées au total, sa moyenne de points mérités pour les Rangers se chiffre à 4,98 avec 103 retraits sur des prises.
En 2016, joue un match pour les Padres de San Diego et un pour les Brewers de Milwaukee.

## Statistiques
| Saison | Équipe | G  | GS | CG | SHO | V | D | SV | IP   | SO | ERA  |
| ------ | ------ | -- | -- | -- | --- | - | - | -- | ---- | -- | ---- |
| 2010   | Texas  | 14 | 0  | 0  | 0   | 0 | 0 | 0  | 16.1 | 16 | 1,65 |
| Totaux | Totaux | 14 | 0  | 0  | 0   | 0 | 0 | 0  | 16.1 | 16 | 1,65 |

| Saison | Équipe | G | GS | CG | SHO | V | D | SV | IP  | SO | ERA  |
| ------ | ------ | - | -- | -- | --- | - | - | -- | --- | -- | ---- |
| 2010   | Texas  | 3 | 0  | 0  | 0   | 0 | 0 | 0  | 2.2 | 2  | 3,38 |
| Totaux | Totaux | 3 | 0  | 0  | 0   | 0 | 0 | 0  | 2.2 | 2  | 3,38 |

Note : G = Matches joués ; GS = Matches comme lanceur partant ; CG = Matches complets ; SHO = Blanchissages ; 
V = Victoires ; D = Défaites ; SV = Sauvetages ; IP = Manches lancées ; SO = Retraits sur des prises ; ERA = Moyenne de points mérités.